# Bart Allen
Bart Allen là một siêu anh hùng hư cấu trong DC Comics Universe. Allen đầu tiên xuất hiện như là siêu anh hùng Impulse, một nhân vật ngoài lề dạng teen của siêu anh hùng Flash, sau này trở thành KidFlash. Nhân vật này xuất hiện lần đầu với một vai nhỏ trong The Flash # 91 vào năm 1994, xuất hiện đầy đủ lần đầu tiên của trong The Flash # 92, và xuất hiện như nhân vật chính trong ấn phẩm Impulse (1995-2002) và The Flash: The Fasted Man Alive (2006-2007). Trong các phần sau, Bart đã trở thành người anh hùng thứ tư có danh tính của The Flash. Bart cũng là người nổi bật nhất trong Young Justice và Teen Titans. [1] Với vai Flash, Bart cũng là một nhân vật chính trong 10 tập của Justice Leugue Of America.